# Marcelo Cañete
Marcelo Cañete, mais conhecido como Cañete, (Villa Lugano, 16 de abril de 1990), é um futebolista nascido na Argentina, naturalizado paraguaio, que atua como meio-campista. Atualmente, joga pelo Sol de America.

## Carreira
Formado nas categorias de base do Boca Juniors, Cañete despontou como o sucessor de Riquelme na equipe argentina. Sua estreia pela equipe principal foi num amistoso contra o Palmeiras, em jogo realizado no Palestra Itália. Marcou seu primeiro gol contra o Melbourne Victory, numa excursão do Boca pela Oceania.
Sua estréia na Primera División Argentina ocorreu em 8 de agosto de 2010, contra o Godoy Cruz, entrando no segundo tempo da partida.
Em dezembro de 2010, sem chances no Boca, Cañete é emprestado ao Universidad Católica para jogar o Campeonato Chileno e a Copa Libertadores de 2011, chegando até as quartas de final com a equipe chilena.

### São Paulo
Em 20 de julho de 2011, após árduas negociações, Cañete é anunciado como novo reforço do São Paulo, acertando um vínculo válido por três anos. Entretanto, devido a repetidas lesões, Cañete mal pode jogar no ano de 2011, tendo entrado apenas no final da partida em duas ocasiões. Começou o ano de 2012 no departamento médico do São Paulo após passar por uma cirurgia. Depois de 13 meses sem jogar, ele reestreia no dia 25 de novembro de 2012, na partida contra a Ponte Preta, válida pelo Campeonato Brasileiro.
Em dezembro de 2012, durante as férias, o jogador prometeu retribuir em campo o carinho e o apoio proporcionados pelos torcedores são-paulinos enquanto esteve se recuperando de contusão. Após a estreia do São Paulo na temporada 2013, na vitória de 2 a 0 sobre o Mirassol, Cañete foi elogiado pelo técnico Ney Franco, que afirmou a possibilidade de o argentino virar uma alternativa a Lucas, vendido ao PSG.
Marcou seu primeiro gol pelo São Paulo contra o Atlético Sorocaba, pelo Campeonato Paulista. Na ocasião, Cañete chegou a se emocionar com o gol. Apesar do triunfo e da boa atuação diante da agremiação sorocabana, o argentino crê que precisa de mais ritmo para conseguir brigar mais concretamente pela titularidade.
A crescente produção do jogador não é abalada nem quando o Tricolor é derrotado. No revés de 3 a 1 no clássico diante do Santos, na Vila Belmiro, Ney Franco elogiou Cañete, colocado em campo no segundo tempo e responsável, segundo o treinador, por desequilibrar em alguns momentos.
Em maio de 2013, após as eliminações são-paulinas na Libertadores e no Paulistão, Cañete, junto com outros seis colegas, foi afastado do elenco. Dessa maneira, o argentino seria negociado.

### Portuguesa
Afastado pelo presidente Juvenal Juvêncio, Cañete foi emprestado para a Portuguesa até o mês de novembro de 2013.
Cañete, que chegou a ser cotado para jogar na Ponte Preta, numa negociação que levaria o lateral Cicinho ao Morumbi, foi, no entanto, para o Canindé sob uma curiosa condição: a de que os dirigentes da Lusa desistissem de contratar o técnico Emerson Leão, sondado para dirigir o clube no Brasileirão, pois, segundo os dirigentes tricolores, o ex-goleiro tinha problemas, quando treinou o São Paulo, com o argentino, fator que provavelmente diminuiria suas chances de atuar pela nova agremiação. Assim, ainda pertencente ao São Paulo, o jogador poderia se desvalorizar no mercado ao não atuar.

### Volta ao São Paulo
Por causa de dores no púbis, Cañete retorna no início de dezembro de 2013, antes mesmo do término de empréstimo com a Portuguesa.
Após desembarcar em São Paulo, o meio-campista, sabendo que será aproveitado pelo clube no Campeonato Paulista para alongar a pré-temporada de seus principais jogadores, Cañete fez planos ousados para a próxima temporada:
| “ | Vai ser o meu ano, vou brilhar em 2014. A minha prioridade é mostrar o meu futebol de uma vez por todas. | ” |

### Náutico
No ano de 2014, acerta sua transferência por empréstimo para o Náutico. No jogo contra o Vasco, válido pelo Campeonato Brasileiro Série B, Cañete estreou com expulsão, levando o time a perder por 1x0. Já no jogo contra o Oeste, ainda naquela competição, fez o gol da vitória por 3x2 num chute de fora da área, recebendo vários elogios do técnico Dado Cavalcanti.

### São Bernardo
Em janeiro de 2015, Cañete foi anunciado como o novo camisa 10 do São Bernardo visando a disputa do Campeonato Paulista 2015. Após várias semanas de negociação entre o jogador, o clube do ABC e o São Paulo, a meta da diretoria do Tigre era contar com o meia argentino na pré-temporada realizada no Paraguai. Porém com alguns detalhes para acertar entre clubes e jogador a negociação acabou sendo confirmada após o fim da pré-temporada, no dia 27 de janeiro. O jogador foi a última contratação do elenco para a disputa do Paulistão que também contou com nomes como Alex Silva, Moradei e Danielzinho. O meia jogou pelo Bernô até o fim do torneio estadual.

### CRB
Em junho de 2015, rescinde seu contrato com o São Paulo e acerta com o CRB, até o final da Série B do Campeonato Brasileiro.

### Retorno Ao São Bernardo
Em Dezembro de 2015 o São Bernardo anuncia a volta do jogador para a disputa do Campeonato Paulista de 2016.

### Libertad
Após 5 anos no Brasil, Cañete foi emprestado até o final de 2016, ao Libertad. Cañete assumiu que recebeu propostas de Vasco da Gama e Ceará, mas optou por não jogar a Série B Brasileira.